# Unione Giovanile Comunista Ho Chi Minh
L'Unione Giovanile Comunista Ho Chi Minh (vietnamita Đoàn Thanh niên Cộng sản Hồ Chí Minh) è la maggiore organizzazione sociale e politica della gioventù vietnamita.
Fondata il 26 marzo del 1931, l'unione è sotto il controllo del Partito Comunista del Vietnam.